# Villanueva de las Torres
Villanueva de las Torres là một đô thị trong tỉnh Granada, Tây Ban Nha. Theo điều tra dân số 2004 (INE), đô thị này có dân số là 786 người.